# Longipediidae
Longipediidae é uma família de crustáceos da ordem Canuelloida.